# تا بلندای آسمان
تا بلندای آسمان (اسپانیایی: Hasta el cielo‎؛ ‏انگلیسی: Sky High) یک فیلم جنایی اسپانیایی به کارگردانی دانیل کالپارسورو است که در سال ۲۰۲۰ میلادی منتشر شد.

## بازیگران
- میگل اِران
- کارولینا یوسته
- فرناندو کایو
- لوئیس تسار
- پاتریسیا بیکو